# Elton Brown
Elton Eugene Brown jr. (Newport News, 9 settembre 1983) è un ex cestista statunitense.

## Palmarès

### Squadra
- Campionato israeliano: 1

Hapoel Holon: 2007-08
- Campionato tedesco: 1

Brose Bamberg: 2009-10
- Coppa di Germania: 1

Brose Bamberg: 2010
- Coppa di Serbia: 1

Stella Rossa Belgrado: 2013

### Individuale
- All-NBDL First Team (2007)